# オルリー
オルリー （Orly）は、フランス、イル＝ド＝フランス地域圏、ヴァル＝ド＝マルヌ県のコミューン。コミューン内にはオルリー空港がある。

## 地理

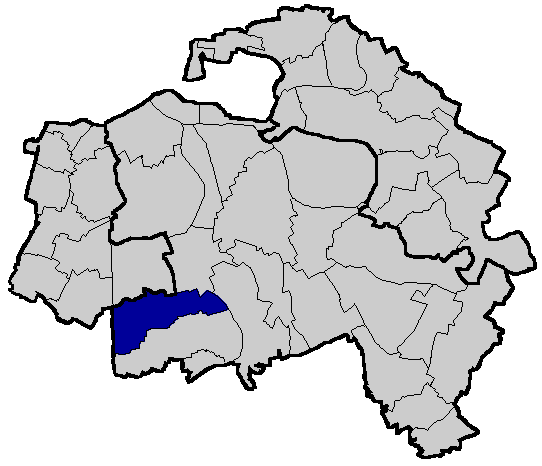
県内のオルリーの位置

パリの南約9km、ウルポワ地方（Hurepoix）に属する。オルリーの領域はセーヌ川左岸に垂直に広がり、東の氾濫原に伸び、西のロンボワイヨ高原（Plateau de Longboyau）の丘陵も含まれる。

## 交通
- 鉄道 - RER C線レ・ソール駅（Les Saules）、オルリー＝ヴィル駅（Gare d'Orly-Ville）。ティエにあるポン・ド・ランジス-アエロポール・ドルリー駅（Gare du Pont de Rungis - Aéroport d'Orly）も近い。

## 由来
9世紀から10世紀のオルリーの名は、Aureliacumであった。これはローマ人の人名Aureliusに由来する。その後Orliacum、Orleioとなり、11世紀にはオルリ（Orli）となった。
オルリーの旧市街の位置は、近代に入って開拓されるまで、セーヌ川沿いおよそ2000ヘクタールの湿地に近かった。そのために2つのケルト語の語源が挙げられている。
- oroまたはorは、縁（orée）や境界（limite）を意味する
- leigは湿地や悪地、泥を意味するフランス語のlie、limon、enliséに近い

## 歴史
10世紀後半、オルリーの地には教会があった。11世紀、オルリーを領有していたのはノートルダム・ド・パリの教会参事会であった。12世紀には製粉所の存在が記された。1250年頃、ノートルダム・ド・パリの教会参事会員がオルリーから直接税を取り立てることに決まった。住民の多数を占める農奴は納税を拒否した。彼らのうち16人が拘束され、支払いを約束させられた。農民たちは摂政王妃ブランシュ・ド・カスティーユに訴え出た。
百年戦争中の1360年、オルリーはイングランド軍に荒らされ、大勢の成人男性が殺害された。
1791年、革命後の新政府樹立をオルリー住民は熱狂的に歓迎した。19世紀半ば、郵便電信局を備えた現代的な市街がつくられた。1910年から1938年にかけて数百戸の住宅が建ち、1940年には人口4,000人を数えた。オルリーの高原にできた飛行場は先駆けとなり、1945年に世界的な空港となった。
1935年以降、コミューンの政治は社会主義者と共産主義者が優勢で、現在も連合左翼の影響が強い。第二次世界大戦中、多くの地元政治家や地元議員たちがレジスタンス活動に参加し、追放されたり弾圧の犠牲となった。
戦後、コムギ、薬用植物、ブドウが栽培されていた畑が建設用地となり、小さな村は現代的な都市へ生まれ変わった。

## 人口
| オルリーの人口推移 1901－2014 |
|                               |
| ORLY - CITY POPULATION        |

## 姉妹都市
- ポワンタピートル、フランス
- クリン (モスクワ州)、ロシア
- カンピ・ビゼンツィオ、イタリア
- ドロベタ＝トゥルヌ・セヴェリン、ルーマニア

## 関係者
居住その他ゆかりある人物
- アルマン・ギヨマン（画家、印象派） - 当地で死去